# Berenice (Racine)
Berenice (Bérénice) Jean Racine drámája, bemutatva 1670. november 21., Bourgogne-palota, Párizs.

## A drámáról
A Britannicus c. drámával korántsem zárult le Racine drámaírói pályafutása, a következő évben ismét az ókori Rómából merít történetet, melyet Berenice c. drámájában dolgoz fel, Titus római császár és egy palesztinai királynő, Berenice beteljesíthetetlen szerelmi történetét. Titusnak és Berenice-nek kölcsönösen le kell mondaniok az egymás iránti szerelemről, mivel római császár idegen királynőt nem vehet feleségül. Mindenki megszegheti a szabályt Rómában, de a császár nem.
Racine igazán lírai hangvételű munkája e dráma. Nincs erőszakos cselekmény, a kötelesség, a szenvedély és az akarat vívja tragikus harcát. Titus:

“Nagyságom unt rabságát, ugye, szánja?

Én a világ ura vagyok s legfőbb szabálya.

Királyokat teremt s megint ledönt kezem,

S szívemmel szabadon nem rendelkezhetem.”
A drámát 1670. november 21-én mutatták be, egész könyvet is írtak e dráma ellen mindjárt bemutatásakor, hogy ti. a szerkezete nem szabályos, stb. A sok kritika még inkább felhívta a figyelmet a Racine darabokra, s nagy sikerrel játszották azokat.